# ラ・ボス・デ・ガリシア
『ラ・ボス・デ・ガリシア』（スペイン語: La Voz de Galicia）は、スペイン・ガリシア州で発行されている日刊紙。紙名は「ガリシアの声」を意味する。
ガリシア地方のア・コルーニャにおいて、1882年にフアン・フェルナンデス・ラトーレによって創刊された。ガリシア州を代表する日刊紙とされ、ガリシア州ではもっとも発行部数の多い日刊紙であり、スペイン全体では8番目に発行部数の多い日刊紙である。紙面には主としてスペイン語が用いられているが、文化面やオピニオン面にはガリシア語も使用され、ガリシア語の比率は5%程度である。

## 歴史

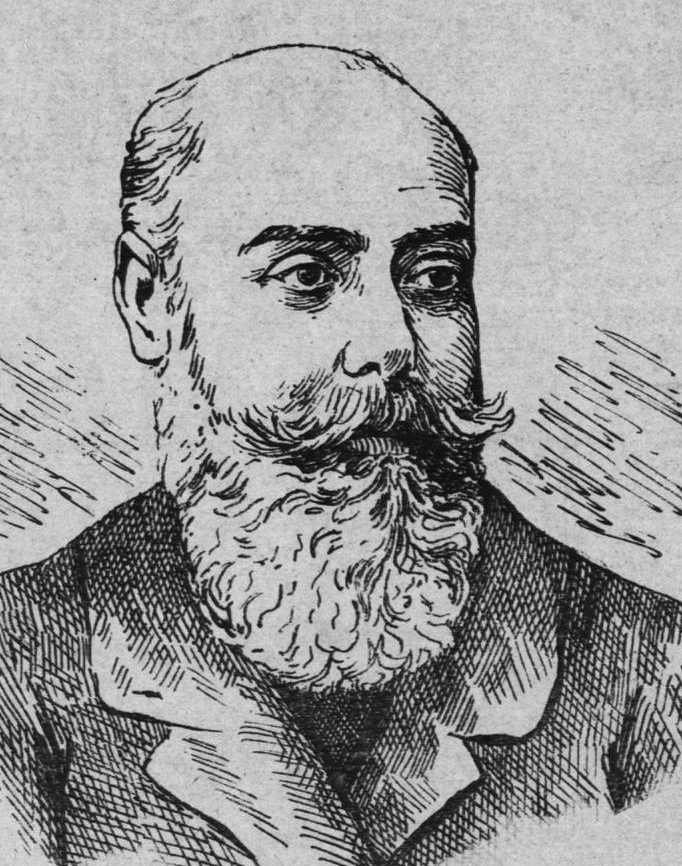
創設者のフアン・フェルナンデス・ラトーレ

1882年、フアン・フェルナンデス・ラトーレによってラ・ボス・デ・ガリシア紙が創刊された。当時の紙面は共和主義・進歩主義・開放的だった。1930年代のスペイン第二共和政期の発行部数は20,000部以上だった。1953年にはフェロル支局が開設され、1959年にはサンティアゴ・デ・コンポステーラ支局が開設され、1964年にはカルバージョ支局が開設された。1960年代には創設者の孫であるサンティアゴ・レイ・フェルナンデス＝ラトーレが経営者に就任し、本紙の発行部数は拡大を始めた。1978年にはガリシア地方内の7都市に編集局を有していた。1990年以後にはガリシア州出身者が多いマドリードに支局が開設された。1992年にはア・コルーニャにボス・デ・ガリシア社の本社ビルを建設した。

## 特徴

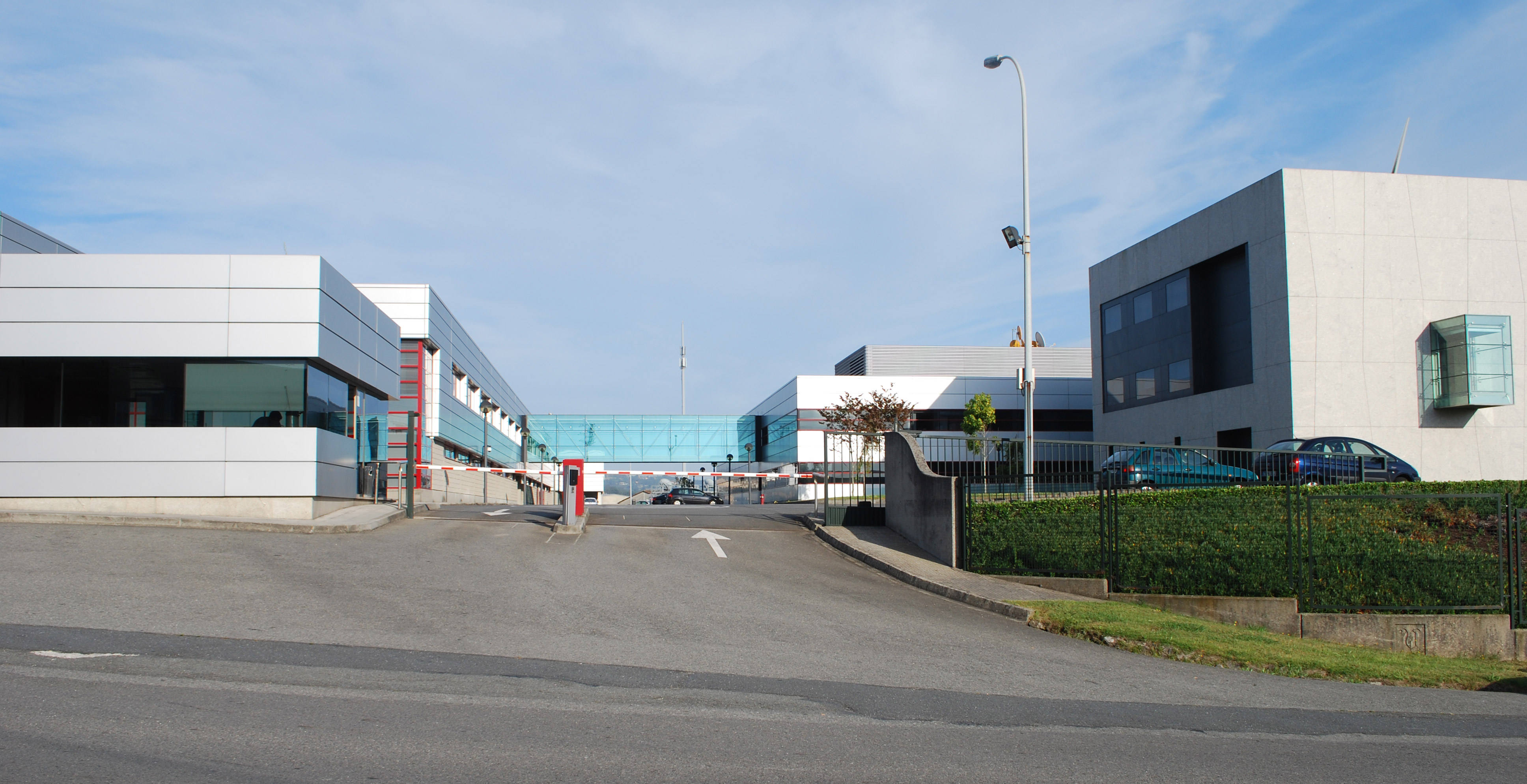
アルテイショ支局

現在では26の支局で計14の異なる版が発行されている。レアル・アカデミア・ガレガ（王立ガリシアアカデミー）を創設したジャーナリストのマヌエル・ムルギアの誕生日である5月17日は、「ガリシア文学の日」として祝福される。2000年の5月17日には「ガリシア文学の日」を記念してラ・ボス・デ・ガリシア紙のウェブサイトが開設された。近年では2500万ページビュー/月と250万ユニークユーザーを有するサイトとなっている。スペイン語のデジタル版のほかに、機械翻訳によるガリシア語のデジタル版を閲覧することもできる。
ガリシア州に拠点を置く多くの新聞と同じように、ラ・ボス・デ・ガリシア紙もガリシア州政府からの助成金に依存しており、編集上の独立性を大きく損ねている。中道右派のガリシア国民党が中道左派のスペイン社会労働党＝ガリシア民族主義ブロック選挙連合を破った2009年ガリシア州議会選挙後、本紙は400万ユーロ以上の助成金を受け取っており、本紙に対抗するために2008年に創刊されたショルナル・デ・ガリシア紙（2011年に休刊）などは、本紙がガリシア国民党に対して好意的な報道をした結果であるとして批判している。

## 寄稿者
創刊間もない時期には知識人のマヌエル・ムルギアやエミリア・パルド・バサンなどが論評を行った。他の寄稿者にはサンティアゴ・カサレス・キロガ、アンドレス・マルティネス・サラサール、マヌエル・アスナール、ラモン・オテーロ・ペドライオなどがいる。
1931年から1936年のスペイン第二共和政期は本紙の黄金期だったとされ、ジュゼップ・プラ、フリオ・カンバ、グレゴリオ・マラニョン、アソリン、ラモン・ペレス・デ・アジャラなどがコラムニストに名を連ねていた。1950年代には小説家・詩人・劇作家のアルバロ・クンケイロや、著作家のアウグスト・アッシア、アメリカ人コラムニストのウォルター・リップマンなどの文章を読むことができた。1970年代末からの民主化移行期にはフランシスコ・ウンブラルの文章も掲載された。

## 発行部数
1993年の発行部数は107,446部であり、2003年の発行部数は111,000部だった。2008年の発行部数は103,341部であり、2011年の発行部数は94,844部だった。